# Partecipanti alla Volta ao Algarve 2023
Elenco dei partecipanti alla Volta ao Algarve 2023.
La Volta ao Algarve 2023 è stata la quarantanovesima edizione della corsa. Alla competizione presero parte 25 squadre: dodici con licenza UCI World Tour 2023, quattro UCI ProTeam e nove UCI Continental Team.
Partenza con 173 ciclisti accreditati.

## Corridori per squadra
Nota: R ritirato, NP non partito, FT fuori tempo, SQ squalificato
| Alpecin-Deceuninck               | Alpecin-Deceuninck               | Alpecin-Deceuninck               | Bora-Hansgrohe                   | Bora-Hansgrohe                   | Bora-Hansgrohe                   | EF Education-EasyPost                 | EF Education-EasyPost                 | EF Education-EasyPost                 |                                |
| -------------------------------- | -------------------------------- | -------------------------------- | -------------------------------- | -------------------------------- | -------------------------------- | ------------------------------------- | ------------------------------------- | ------------------------------------- | ------------------------------ |
| N°                               | Ciclista                         | Clas.                            | N°                               | Ciclista                         | Clas.                            | N°                                    | Ciclista                              | Clas.                                 |                                |
| 1                                | Quinten Hermans                  | 42°                              | 11                               | Marco Haller                     | 60°                              | 21                                    | Stefan Bissegger                      | 87°                                   |                                |
| 2                                | Jimmy Janssens                   | 82°                              | 12                               | Sergio Higuita                   | 11°                              | 22                                    | Magnus Cort Nielsen                   | 9°                                    |                                |
| 3                                | Kristian Sbaragli                | 49°                              | 13                               | Jai Hindley                      | 13°                              | 23                                    | Owain Doull                           | 58°                                   |                                |
| 4                                | Tobias Bayer                     | 112°                             | 14                               | Jonas Koch                       | 40°                              | 24                                    | Odd Christian Eiking                  | 26°                                   |                                |
| 5                                | Nicola Conci                     | 21°                              | 15                               | Jordi Meeus                      | 117°                             | 25                                    | Merhawi Kudus                         | 22°                                   |                                |
| 6                                | Xandro Meurisse                  | 35°                              | 16                               | Nils Politt                      | 56°                              | 26                                    | Mark Padun                            | 92°                                   |                                |
| 7                                | Timo Kielich                     | 102°                             | 17                               | Frederik Wandahl                 | 18°                              | 27                                    | Julius van den Berg                   | NP5ª                                  |                                |
| Groupama-FDJ                     | Groupama-FDJ                     | Groupama-FDJ                     | Ineos Grenadiers                 | Ineos Grenadiers                 | Ineos Grenadiers                 | Intermarché-Circus-Wanty              | Intermarché-Circus-Wanty              | Intermarché-Circus-Wanty              |                                |
| N°                               | Ciclista                         | Clas.                            | N°                               | Ciclista                         | Clas.                            | N°                                    | Ciclista                              | Clas.                                 |                                |
| 31                               | Lewis Askey                      | 79°                              | 41                               | Thymen Arensman                  | 24°                              | 51                                    | Rui Costa                             | 10°                                   |                                |
| 32                               | Paul Penhoët                     | 70°                              | 42                               | Jonathan Castroviejo             | 25°                              | 52                                    | Dries De Pooter                       | NP5ª                                  |                                |
| 33                               | Stefan Küng                      | 5°                               | 43                               | Laurens De Plus                  | 31°                              | 53                                    | Kobe Goossens                         | 17°                                   |                                |
| 34                               | Olivier Le Gac                   | 55°                              | 44                               | Filippo Ganna                    | 2°                               | 54                                    | Rune Herregodts                       | 27°                                   |                                |
| 35                               | Valentin Madouas                 | NP5ª                             | 45                               | Michał Kwiatkowski               | 46°                              | 55                                    | Madis Mihkels                         | 86°                                   |                                |
| 36                               | Miles Scotson                    | 71°                              | 46                               | Daniel Martínez                  | 1°                               | 56                                    | Roel v. Sintmaartensdijk              | 95°                                   |                                |
| 37                               | Jake Stewart                     | 69°                              | 47                               | Thomas Pidcock                   | 7°                               | 57                                    | Mike Teunissen                        | 51°                                   |                                |
| Jumbo-Visma                      | Jumbo-Visma                      | Jumbo-Visma                      | Soudal Quick-Step                | Soudal Quick-Step                | Soudal Quick-Step                | Team Arkéa-Samsic                     | Team Arkéa-Samsic                     | Team Arkéa-Samsic                     |                                |
| N°                               | Ciclista                         | Clas.                            | N°                               | Ciclista                         | Clas.                            | N°                                    | Ciclista                              | Clas.                                 |                                |
| 62                               | Tim van Dijke                    | 54°                              | 71                               | Kasper Asgreen                   | 73°                              | 81                                    | Warren Barguil                        | 23°                                   |                                |
| 63                               | Tobias Foss                      | 4°                               | 72                               | Rémi Cavagna                     | 14°                              | 82                                    | Élie Gesbert                          | 30°                                   |                                |
| 64                               | Owen Geleijn                     | NP4ª                             | 73                               | Tim Declercq                     | 89°                              | 83                                    | Thibault Guernalec                    | 72°                                   |                                |
| 65                               | Gijs Leemreize                   | R 1ª                             | 74                               | Fabio Jakobsen                   | 115°                             | 84                                    | Simon Guglielmi                       | 29°                                   |                                |
| 66                               | Sam Oomen                        | R 4ª                             | 75                               | Michael Mørkøv                   | 97°                              | 85                                    | Hugo Hofstetter                       | 66°                                   |                                |
| 67                               | Milan Vader                      | 33°                              | 76                               | Casper Pedersen                  | 57°                              | 86                                    | Łukasz Owsian                         | R 5ª                                  |                                |
|                                  |                                  |                                  | 77                               | Ilan Van Wilder                  | 3°                               | 87                                    | Matis Louvel                          | 43°                                   |                                |
| Team DSM                         | Team DSM                         | Team DSM                         | Trek-Segafredo                   | Trek-Segafredo                   | Trek-Segafredo                   | UAE Team Emirates                     | UAE Team Emirates                     | UAE Team Emirates                     |                                |
| N°                               | Ciclista                         | Clas.                            | N°                               | Ciclista                         | Clas.                            | N°                                    | Ciclista                              | Clas.                                 |                                |
| 91                               | Pavel Bittner                    | 84°                              | 101                              | Filippo Baroncini                | 62°                              | 111                                   | João Almeida                          | 6°                                    |                                |
| 92                               | John Degenkolb                   | 75°                              | 102                              | Tony Gallopin                    | 36°                              | 112                                   | Finn Fisher-Black                     | 20°                                   |                                |
| 93                               | Nils Eekhoff                     | 103°                             | 103                              | Bauke Mollema                    | 8°                               | 113                                   | Marc Hirschi                          | NP2ª                                  |                                |
| 94                               | Jonas Hvideberg                  | R 2ª                             | 104                              | Jacopo Mosca                     | 76°                              | 114                                   | Ivo Oliveira                          | 52°                                   |                                |
| 95                               | Oscar Onley                      | 12°                              | 105                              | Natnael Tesfatsion               | 28°                              | 115                                   | Rui Oliveira                          | 65°                                   |                                |
| 96                               | Casper van Uden                  | 114°                             | 106                              | Edward Theuns                    | 106°                             | 116                                   | Matteo Trentin                        | 81°                                   |                                |
| 97                               | Kevin Vermaerke                  | 16°                              | 107                              | Mathias Vacek                    | 61°                              |                                       |                                       |                                       |                                |
| Caja Rural-Seguros RGA           | Caja Rural-Seguros RGA           | Caja Rural-Seguros RGA           | Human Powered Health             | Human Powered Health             | Human Powered Health             | Tudor Pro Cycling Team                | Tudor Pro Cycling Team                | Tudor Pro Cycling Team                |                                |
| N°                               | Ciclista                         | Clas.                            | N°                               | Ciclista                         | Clas.                            | N°                                    | Ciclista                              | Clas.                                 |                                |
| 121                              | Sergio Martín                    | 48°                              | 131                              | Charles-É. Chrétien              | 85°                              | 141                                   | Tom Bohli                             | 108°                                  |                                |
| 122                              | Eduard Prades                    | 45°                              | 132                              | Kristian Aasvold                 | 53°                              | 142                                   | Aloïs Charrin                         | 77°                                   |                                |
| 123                              | Michal Schlegel                  | 83°                              | 133                              | Chad Haga                        | 104°                             | 143                                   | Alexander Kamp                        | 93°                                   |                                |
| 124                              | Daniel Babor                     | 122°                             | 134                              | Gage Hecht                       | 107°                             | 144                                   | Petr Kelemen                          | R 5ª                                  |                                |
| 125                              | Jon Barrenetxea                  | 38°                              | 135                              | Matthew Gibson                   | 121°                             | 145                                   | Simon Pellaud                         | 44°                                   |                                |
| 126                              | Iúri Leitão                      | 123°                             | 136                              | Gijs Van Hoecke                  | NP5ª                             | 146                                   | Sébastien Reichenbach                 | 19°                                   |                                |
| 127                              | Yesid Pira                       | NP2ª                             | 137                              | Sasha Weemaes                    | NP5ª                             | 147                                   | Joël Suter                            | NP2ª                                  |                                |
| Uno-X Pro Cycling Team           | Uno-X Pro Cycling Team           | Uno-X Pro Cycling Team           | ABTF Betão–Feirense              | ABTF Betão–Feirense              | ABTF Betão–Feirense              | AP Hotels & Resorts-Tavira-SC Farense | AP Hotels & Resorts-Tavira-SC Farense | AP Hotels & Resorts-Tavira-SC Farense |                                |
| N°                               | Ciclista                         | Clas.                            | N°                               | Ciclista                         | Clas.                            | N°                                    | Ciclista                              | Clas.                                 |                                |
| 151                              | Alexander Kristoff               | 91°                              | 161                              | Barry Miller                     | NP2ª                             | 171                                   | Ruben Simão                           | 96°                                   |                                |
| 152                              | Rasmus Tiller                    | 74°                              | 162                              | Ivo Pinheiro                     | 90°                              | 172                                   | Diogo Barbosa                         | 124°                                  |                                |
| 153                              | Søren Wærenskjold                | R 5ª                             | 163                              | Santiago Mesa                    | 127°                             | 173                                   | Samuel Blanco                         | 113°                                  |                                |
| 154                              | Anders Skaarseth                 | 50°                              | 164                              | Afonso Eulálio                   | 105°                             | 174                                   | Rafael Lourenço                       | 94°                                   |                                |
| 155                              | Tobias Johannessen               | NP3ª                             | 165                              | Fábio Oliveira                   | 116°                             | 175                                   | Valter Pereira                        | FT5ª                                  |                                |
| 156                              | Anthon Charmig                   | 15°                              | 166                              | Francisco Moreira                | 130°                             | 176                                   | Venceslau Fernandes                   | 118°                                  |                                |
| 157                              | Erik Resell                      | 68°                              | 167                              | Pedro Andrade                    | 131°                             | 177                                   | Miguel Salgueiro                      | R 4ª                                  |                                |
| Aviludo-Louletano-Loulé Concelho | Aviludo-Louletano-Loulé Concelho | Aviludo-Louletano-Loulé Concelho | Credibom-LA Alumínios-Marcos Car | Credibom-LA Alumínios-Marcos Car | Credibom-LA Alumínios-Marcos Car | Efapel Cycling                        | Efapel Cycling                        | Efapel Cycling                        |                                |
| N°                               | Ciclista                         | Clas.                            | N°                               | Ciclista                         | Clas.                            | N°                                    | Ciclista                              | Clas.                                 |                                |
| 181                              | Nuno Meireles                    | FT5ª                             | 191                              | André Ramalho                    | NP2ª                             | 201                                   | Joaquim Silva                         | 32°                                   |                                |
| 182                              | Daniel Viegas                    | FT5ª                             | 192                              | Gonçalo Leaça                    | 125°                             | 202                                   | Tiago Antunes                         | 47°                                   |                                |
| 183                              | Jesús del Pino                   | 109°                             | 193                              | Rodrigo Caixas                   | 100°                             | 203                                   | Henrique Casimiro                     | 41°                                   |                                |
| 184                              | Tomás Contte                     | 119°                             | 194                              | João Macedo                      | FT5ª                             | 204                                   | Emanuel Duarte                        | 67°                                   |                                |
| 185                              | Carlos Oyarzún                   | 64°                              | 195                              | Diogo Narciso                    | 126°                             | 205                                   | Gaspar Gonçalves                      | R 4ª                                  |                                |
| 186                              | César Martingil                  | 133°                             | 196                              | François Vie                     | NP3ª                             | 206                                   | Alexander Grigoriev                   | NP5ª                                  |                                |
| 187                              | Nahuel D'Aquila Silva            | R 1ª                             | 197                              | João Medeiros                    | 99°                              | 207                                   | Rafael Silva                          | 80°                                   |                                |
| Glassdrive-Q8-Anicolor           | Glassdrive-Q8-Anicolor           | Glassdrive-Q8-Anicolor           | Kelly–Simoldes–UDO               | Kelly–Simoldes–UDO               | Kelly–Simoldes–UDO               |                                       | Rádio Popular-Paredes-Boavista        | Rádio Popular-Paredes-Boavista        | Rádio Popular-Paredes-Boavista |
| N°                               | Ciclista                         | Clas.                            | N°                               | Ciclista                         | Clas.                            | N°                                    | Ciclista                              | Clas.                                 |                                |
| 211                              | Frederico Figueiredo             | NP2ª                             | 221                              | Luís Gomes                       | 39°                              | 231                                   | César Fonte                           | 63°                                   |                                |
| 212                              | Sergio García                    | 59°                              | 222                              | Afonso Silva                     | 78°                              | 232                                   | Luís Fernandes                        | 111°                                  |                                |
| 213                              | Pedro Silva                      | 101°                             | 223                              | Adrián Bustamante                | 34°                              | 233                                   | Hugo Nunes                            | 88°                                   |                                |
| 214                              | Fábio Costa                      | 134°                             | 224                              | António Ferreira                 | 135°                             | 234                                   | Guillermo García                      | FT5ª                                  |                                |
| 215                              | Luís Mendonça                    | R 2ª                             | 225                              | Hélder Gonçalves                 | 98°                              | 235                                   | Vicente Hernaiz                       | FT5ª                                  |                                |
| 216                              | Artëm Nyč                        | 37°                              | 226                              | José Sousa                       | 110°                             | 236                                   | Tiago Leal                            | NP3ª                                  |                                |
| 217                              | Mauricio Moreira                 | R 3ª                             | 227                              | Noah Campos                      | 132°                             | 237                                   | Pedro Miguel Lopes                    | R 4ª                                  |                                |
| Tavfer–Ovos Matinados–Mortágua   |                                  |                                  |                                  |                                  |                                  |                                       |                                       |                                       |                                |
| N°                               | Ciclista                         | Clas.                            |                                  |                                  |                                  |                                       |                                       |                                       |                                |
| 241                              | Gonçalo Carvalho                 | FT5ª                             |                                  |                                  |                                  |                                       |                                       |                                       |                                |
| 242                              | António Barbio                   | R 4ª                             |                                  |                                  |                                  |                                       |                                       |                                       |                                |
| 243                              | Gonçalo Amado                    | 128°                             |                                  |                                  |                                  |                                       |                                       |                                       |                                |
| 244                              | João Matias                      | NP4ª                             |                                  |                                  |                                  |                                       |                                       |                                       |                                |
| 245                              | Leangel Linarez                  | 120°                             |                                  |                                  |                                  |                                       |                                       |                                       |                                |
| 246                              | Francisco Morais                 | 129°                             |                                  |                                  |                                  |                                       |                                       |                                       |                                |
| 247                              | Nicolás Sáenz                    | FT5ª                             |                                  |                                  |                                  |                                       |                                       |                                       |                                |